# Урочище Мутвицьке
Уро́чище «Му́твицьке» — ландшафтний заказник загальнодержавного значення в Україні. Розташований на теренах Макарівської селищної громади Бучанського району Київської області, на південь від села Забуяння.

## Загальні відомості
Площа — 785 га. Заказник створено відповідно до Указу Президента України Кучми Л. Д. від 20 серпня 1996 року за № 715/96. Входить до складу природно-заповідного фонду України і охороняється як національне надбання, щодо якого встановлюється особливий режим охорони, відтворення і використання. Землекористувачем всієї території є Забуянська сільська рада. Деякі наділи розміщено в межах Ніжиловицької та Королівської сільських рад Макарівського району. Заказник перебуває у розпорядженні ДП «Макарівське лісове господарство» Забуянського лісництва, де в квадратах 36, 37, 38, 39, 40, 41, 42, 43, 44, 45, 46, 47, 48, 49, 50 входять всі виділи. Територія заказника не вилучалась з користування державного підприємства, яке там здійснює в її межах свою діяльність відповідно до чинних нормативів.

## Характеристика
Заказник створено в долині річки Гульва (притока Кодри) заради збереження типового для Полісся і добре збереженого лісово-болотистого ландшафту, що є характерним для Київщини. Переважно трапляються ділянки зарослі дубовими, сосново-дубовими, мішаними лісами з ліщиновим підліском. Найбільшу площу займають мішані ліси, де нарівні з дубами трапляються насадження сосни (Pinus sylvestris L.), берези повислої (Betula pendula Roth.), осики (Populus tremula L.). Є ділянки з грабовим (Carpinus betulus L.) деревостаном, у якому трапляються клен гостролистий (Acer platanoides), Липа серцелиста (Tilia cordata). У підліску переважає ліщина звичайна (Corylus avellana L.).
Серед різнотрав'я лісів переважають костяниця (Rubus saxatilis), просянка розлога (Milium effusum), перстач білий (Potentilla alba L.), воронець колосистий (Actaéa spicáta), чистець лісовий (Stachys sylvatica), осоки (Carex) пальчаста (Carex digitata), біла (Carex alba Scop.), сусідня, лісова (Carex sylvatica), затінкова (Carex umbrosa), що занесена до Червоної книги України, а також лілія лісова (Lilium martagon), коручка чемерникоподібна (Epipactis helleborine), коручка темно-червона (Epipactis atrorubens), гніздівка звичайна (Neottia nidus-avis).
Не менш цікавою частиною заказника є обводнені евтрофні болота у найнижчих місцях біля ставка, утвореного внаслідок спорудження загати на руслі річки. Вони переважно порослі трав'яним покривом з вербою попелястою (Salix cinerea L.) і очеретом звичайним (Phragmites cumunis). Менш поширеними є болота з осокою (Carex). На болотах гніздяться чорні лелеки (Ciconia nigra), відомі поселення бобрів (Castor).

## Природоохоронні проблеми
Зафіксовані факти порушення охоронного режиму заказника.